# 黃文慧
黃文慧（英語：Bonnie Wong Man Wai，1950年8月30日—），原名黃玉蘭，人稱「Bonnie姐」，生於澳門，香港影視女演員，曾是無綫電視、亞洲電視及香港電視網絡女藝員。黃文慧是香港男藝人、有「西貢視帝」之稱的黃樹棠之妹妹。曾在1965年左右報考電影訓練班，1966年正式入行。 其洋名「Bonnie」由入行初期英文補習老師為她所改。
黃文慧是香港著名性格演員，幕前代表作包括在1983年無綫電視劇集《射雕英雄傳》飾演「梅超風」一角、2002年香港電影《嚦咕嚦咕新年財》飾演媽媽，以及於2002年香港電影《我左眼見到鬼》飾演徐太（Daniel、Tina之母）。

## 背景
黃文慧在葡屬澳門出生，年幼時隨家人由澳門半島移居香港，並於九龍油尖旺區彌敦道580號的樓宇成長。父親是同濟中學的一名教師，曾是木蘭之友女子足球隊領隊。四姨丈則是香港著名粵語片導演胡鵬，尤以於1940至1960年代拍攝大量黃飛鴻系列電影知名。雖然兒時的黃文慧曾間中隨其四姨入胡鵬工作的片場觀摩，但胡鵬卻對此很抗拒，故黃文慧也並未得到胡鵬在電影上的指導。 黃文慧有六兄弟姊妹，自己排行第五。在學時是校內話劇組成員。由於她不喜歡讀書，所以在1965年看見電影公司「仙鶴港聯」影業公司招收藝員訓練班新生的廣告後，便與其兄長黃樹棠（較黃文慧晚三個月報考）一同報考訓練班而入行並作爲學員偶爾參演實習，1966年正式出道。出道以來參演過多部粵語片及港產片。出道初期，即1966年至1968年間，黃文慧除了參演電影外，也會任時裝模特兒、登台走埠及參與舞台劇（為劇團「墾荒劇團」和「香港話劇團」演出）。在仙鶴港聯任演員期間，黃文慧曾獲相中，出演1966年武打粵語片《女黑俠木蘭花》的女主角木蘭花，但於正式開拍前仙鶴港聯卻以電影須賣埠及黃文慧知名度不足等原因，將該角色交予同公司武打女星雪妮擔綱演出。據黃文慧憶述，此事也成為了她日後曾一度棄演從商的遠因。 1968年，18歲的黃文慧在粵語片《天龍堡》第一次正式出演要角「余紫桐」，被委派飾演當時33歲的曾江所飾演的「敖四海」的母親。
1968年，黃文慧獲模特兒老師推介參加電視台演員面試及周梁淑怡邀請加入電視圈，成為無綫電視旗下藝人。早期走性感路綫，飾演女性反派角色為主，后來逐漸成為一名甘草演員。代表作為《射雕英雄傳》中「梅超風」一角與《呖咕呖咕新年财》。另外，她曾在1968年頂替李美怡當了一個月《歡樂家庭》的節目主持兼幕後人員，亦任《樂聲姻緣》的節目幕前助手。
黃文慧曾於1975年至1977年間前往菲律賓打理其與友人合資開設的時裝入口公司。1980年初發覺自己拍攝《京華春夢》後減少工作機會，於是到觀塘職業訓練中心、明愛白英奇專業學校和九龍灣酒店及旅遊學院修讀了酒店管理證書課程。同期與朋友及黃樹棠在油麻地經營燒臘店和在淘大商場開設「神助日本料理」。又見香港飲食業競爭大而与姐夫及同學合資在廣州開設「廣州富豪酒店」，并因忙于經營曾淡出影視圈。期間卻基於公司人事上出現問題，加上當時中國大陸政局動盪而在1988年返回香港發展。她當年再獲周梁淑怡及劉天蘭招手加入亞洲電視。早期為了重新適應演藝圈而只從事幕后工作，在電視台藝員部任藝員聯絡主任，后逐漸復出幕前，演出電視劇，直到2010年約滿離去。黃文慧於1988年加入亞洲電視，2008年才轉簽藝員合約兩年。2012年，黃加入香港電視網絡，至2014年7月約滿離開。
此外，黃文慧也參演香港電影，為杜琪峰電影常見演員。而她早於1980年代末已活躍於香港影視劇團的舞台劇演出。2005年憑《攣到爆》得到「最佳女配角（喜劇/鬧劇）提名。2010年憑《霧夜謀殺案》獲提名競逐香港舞台劇獎「最佳女配角（悲劇/正劇）」。

## 演出作品
*以下列表只記錄黃文慧演出過的影視作品，若有遺漏，請協助補充相關資料。

### 電視劇（無綫電視）
| 首播   | 名稱             | 角色       | 備註             |
| 1968年 | 夢斷情天         |            |                  |
| 1969年 | 法網難逃         |            |                  |
| 1970年 | 等待             |            |                  |
| 1971年 | 冷暖親情         |            |                  |
| 1972年 | 向日葵           |            |                  |
| 1974年 | 73               |            | 第二輯           |
| 1977年 | 家變             | 楊夢嬌     |                  |
| 1977年 | CID              |            | 單元《殺女案》   |
| 1978年 | 父子樂           |            |                  |
| 1978年 | 強人             | 香周美珍   |                  |
| 1978年 | 孖生姊妹         | 谷如春     |                  |
| 1979年 | 四眼神探         |            |                  |
| 1979年 | 有樓收租         |            |                  |
| 1979年 | 女人三十         |            |                  |
| 1979年 | 絕代雙驕         | 段雲菲     |                  |
| 1979年 | 落難天使         |            |                  |
| 1979年 | 家在香港         |            |                  |
| 1979年 | 不是冤家不聚頭   |            |                  |
| 1979年 | 天虹             | 葉鳳       |                  |
| 1980年 | 男人之家         |            |                  |
| 1980年 | 喜相逢           |            |                  |
| 1980年 | 山水有相逢       |            |                  |
| 1980年 | 新CID            | Evonne     |                  |
| 1980年 | 風雲             | 楊家媳婦   |                  |
| 1980年 | 衝擊             | 鍾太太     |                  |
| 1980年 | 京華春夢         | 方美芬     |                  |
| 1981年 | 女黑俠木蘭花     | 龍坤妻子   |                  |
| 1981年 | 鱷魚潭           |            |                  |
| 1981年 | 佛山贊先生       | 敏姨       |                  |
| 1981年 | 楊門女將         | 楊七娘     |                  |
| 1981年 | 逐個捉           | 孫露絲     |                  |
| 1981年 | 英雄出少年       | 李小環     |                  |
| 1982年 | 男子漢           |            |                  |
| 1982年 | 過山車           |            |                  |
| 1982年 | 花艇小英雄       | 抱月       |                  |
| 1982年 | 痴情劫           |            |                  |
| 1982年 | 錯結良緣         | 樂家富太太 |                  |
| 1982年 | 天龍八部         | 秦紅棉     |                  |
| 1982年 | 萬水千山總是情   | 修女       |                  |
| 1982年 | 星塵             | 高家麗     |                  |
| 1983年 | 鬼咁夠運         | 雷夢娜     |                  |
| 1983年 | 警花出更         |            |                  |
| 1983年 | 霹靂神探         |            |                  |
| 1983年 | 射鵰英雄傳       | 梅超風     |                  |
| 1983年 | 冤鬼再見         |            |                  |
| 1983年 | 勇者福星         |            |                  |
| 1983年 | 夜驚魂之四人歸西 | 八嫂       | 歡樂今宵單元短劇 |
| 1984年 | 摩登幹探         | 炳嫂       |                  |
| 1984年 | 武林聖火令       | 冷若青     |                  |
| 1984年 | 笑傲江湖         | 定逸師太   |                  |
| 1984年 | 鹿鼎記           | 毛東珠     |                  |
| 1984年 | 香江花月夜       |            |                  |
| 1985年 | 挑戰             | 謝舜玲     |                  |
| 1985年 | 同居房客         |            |                  |
| 1985年 | 雪山飛狐         | 杜夫人     |                  |
| 1986年 | 英雄故事         |            |                  |

### 電視劇（亞洲電視）
| 首播   | 名稱           | 角色     | 備註                 |
| 2002年 | 搶槓夫妻       | 莊瑪利   |                      |
| 2002年 | 法內情2002     | 傍友母親 |                      |
| 2003年 | 萬家燈火       | 陳翠蘭   |                      |
| 2003年 | 暴風型警       |          |                      |
| 2004年 | 媽媽我真的愛你 | 寶姐     |                      |
| 2004年 | 異世驚情夢     | 薄冰     |                      |
| 2004年 | 子是故人來     | 素姑     |                      |
| 2005年 | 爸爸向前走     | 周寄甜   |                      |
| 2005年 | 危險人物       | 阿蘭     | 單元《賭命》         |
| 2006年 | 喜有此理       | 霍美雲   |                      |
| 2006年 | 義無反顧       | 容姨     |                      |
| 2006年 | 香港奇案實錄   | Miss毛   | 單元《老千計死人財》 |
| 2006年 | 情陷夜中環II   | 胡醫生   |                      |
| 2007年 | 大城小故事     |          |                      |
| 2010年 | 勝者為王       | 趙玉嬌   |                      |

### 電視劇（香港电视網絡）
| 首播   | 名稱         | 角色   | 備註 |
| 2015年 | 第二人生     | 黃麗芬 |      |
| 2015年 | 歲月樓情     | 葉嬌   |      |
| 2015年 | 惡毒老人同盟 | 蔣曼莉 |      |
| 2015年 | 夜班         | 陳七妹 | 客串 |

### 電視劇（其他）
| 首播   | 名稱                 | 角色       | 備註                             |
| 1976年 | 射鵰英雄傳           | 瑛姑       | 佳藝電視                         |
| 1976年 | 神鵰俠侶             | 陸大娘     | 佳藝電視                         |
| 1978年 | 獅子山下             | 舞小姐     | 單元《路》；香港電台             |
| 2010年 | 證義搜查線           | 何家慧     | 第4集；香港電台                  |
| 2010年 | 愛回家               | Ray母親    | 單元《兩人世界》、香港電台       |
| 2010年 | 沒有牆的世界         | 小甘母親   | 單元《獨立宣言》、香港電台       |
| 2014年 | 大凶捕               | 阿正母親   | 香港有線電視                     |
| 2015年 | 天才在左 瘋子在右    |            | 樂視網                           |
| 2016年 | 獅子山下2016         | 惠玲母親   | 第五集單元：《媽媽好》；香港電台 |
| 2017年 | 反斗英語 2017        | 朱夏青     | 《選村長》；香港電台             |
| 2020年 | 歎息橋               | 胡彩雲     | 香港電視娛樂（ViuTV）            |
| 2023年 | 那年盛夏我們綻放如花 | 羅彥輝嫲嫲 | 香港電視娛樂（ViuTV）            |
| 2024年 | 打天下2              | 文承風     | 香港電視娛樂（ViuTV）            |
| 2024年 | 反起跑線聯盟2        | 王莉莉     | 香港電視娛樂（ViuTV）            |
| 2025年 | 麻甩媽咪             | 張雅       | 香港電視娛樂（ViuTV）            |

### 電影
- 1965年：老夫子 飾 秘書
- 1965年：無字天書 飾 冷艷冰-鎖骨刀
- 1965年：玉女英魂（上集）
- 1965年：玉女英魂（下集）飾 紅髮夫人
- 1966年：金鼎游龍勾魂令 飾 杜飛綿
- 1966年：金鼎游龍
- 1966年：老夫子與大蕃薯 飾 陳姑娘
- 1966年：老夫子三救傻仔明 飾 護士
- 1966年：女黑俠木蘭花血戰黑龍黨 飾 護士
- 1969年：天龍堡 飾 余紫桐
- 1972年：珮詩
- 1975年：晨星
- 1979年：鬼影神功
- 1983年：摧花者死 飾 少鳳母親
- 1983年：第一次
- 1983年：叔侄‧縮窒 飾 唱片店老闆
- 1984年：鐵板燒
- 1984年：奸人鬼
- 1984年：我為你狂 飾 鐸嬸
- 1985年：瘋狂遊戲
- 1986年：奪寶計上計
- 1990年：天若有情 飾 舞女
- 1991年：帶子洪郎
- 1996年：浪漫風暴 飾 陳劍華母親
- 1996年：賭神3之少年賭神 飾 四姐
- 1997年：求戀期
- 1997年：恐怖雞 飾 陳啟明母親
- 1998年：98古惑仔：龍爭虎鬥 飾 陳嘉南元配
- 1998年：愈快樂愈墮落 飾 楊女士
- 2000年：辣手回春 飾 護士長
- 2001年：鍾無艷 飾 土地婆婆
- 2001年：恐怖熱線之大頭怪嬰
- 2001年：幽靈情書 飾  大榮華之奶奶
- 2002年：嚦咕嚦咕新年財 飾 媽媽
- 2002年：我左眼見到鬼 飾 徐太（Daniel、Tina之母）
- 2002年：賤精先生 飾 張俊輝母親
- 2003年：愛在陽光下
- 2004年：追擊8月15 飾 何若智母親
- 2004年：大無謂
- 2005年：AV 飾 藥房老闆
- 2005年：非常青春期 飾 陳笑歡
- 2006年：天生一對 飾 收銀員
- 2006年：寶貝計劃 飾 收銀員
- 2006年：妻骨未寒 飾 美華母親
- 2007年：美女食神 飾 杜曾飛虹
- 2007年：人在江湖
- 2007年：性工作者十日談
- 2009年：再生號 飾 神婆
- 2010年：毋、亡我 飾 林嘉敏婆婆
- 2010年：等著你回來 飾 王媽
- 2011年：猛男滾死隊 飾 倪太太
- 2011年：潮性辦公室 飾 大姨媽
- 2012年：爛賭夫鬥爛賭妻 飾 舒奇及舒青之母
- 2013年：盲探 飾 李小敏外婆
- 2013年：魔術師的寶貝 飾 怡姐
- 2014年：賭城風雲 飾 Benz妻子
- 2014年：3D冰封俠：重生之門 飾 小美母親
- 2014年：天師鬥殭屍
- 2015年：ATM提款機
- 2015年：五個小孩的校長 飾 清潔阿姐
- 2016年：我老婆係明星 飾 賴毛母親
- 2016年：惡人谷 飾 狗狗之家闊太
- 2017年：春嬌救志明 飾 盲婆婆
- 2017年：常在你左右 飾 小紅媽
- 2017年：我老婆未結婚 飾 小明母親
- 2018年：3個綁匪7條心 飾 江東林岳母
- 2019年：家和萬事驚
- 2019年：廉政風雲 煙幕 飾 護士長
- 2023年：死屍死時四十四 飾 陳利惠珠
- 2023年：命案 飾 少東母親
- 2024年：久別重逢 飾 夏文萱婆婆
- 未上映：驅魔龍族馬小玲 飾 何無求

### 舞台劇
- 1973年：72家房客
- 1990年：油漆未乾
- 1992年至1995年：雷雨
- 1995年：上海屋簷下
- 1996年：日出
- 1997年：單身俱樂部
- 2000年：哈姆雷特／哈姆雷特
- 2000年：飯廳
- 2000年：周門家事
- 2001年：無事生非之姊姊妹妹莎起來
- 2003年：歲月的風采
- 2005年至2006年：攣到爆
- 2009年：霧夜謀殺案
- 2009年：家有一老．如有一寶——我的摯愛
- 2014年：深夜猛鬼食堂 飾 母親
- 2015年：有限人生無限愛
- 2016年：炫舞場
- 2017年：小城風光
- 2018年：決戰巖流島

### 參與節目
- 1967年：華龍探案（演出；麗的映聲）[4]
- 1968年：歡樂家庭（主持、無綫電視）
- 1968年：花王俱樂部（主持、無綫電視）
- 1968年：樂聲姻緣（演出、無綫電視）
- 1978年：論盡天堂（第3集演出、無綫電視）
- 2003年：喜慶羊羊滿萬家（演出、亞洲電視）
- 2003年：529星光薈萃賀台慶（演出、亞洲電視）
- 2004年：金猴賀歲迎新春（演出、亞洲電視）
- 2005年：金雞賀歲迎新春（演出、亞洲電視）
- 2005年：529真情洋溢台慶夜（演出、亞洲電視）
- 2011年：中國夢想秀（嘉賓、浙江衛視）
- 2013年：煮角（演出、now寬頻電視）
- 2017年：晚吹 - 總有一件喺左近（ViuTV）
- 2018年：使乜驚大兩GEN（嘉賓、奇妙電視）
- 2023年：婚前試行為（嘉賓、ViuTV）

### 音樂錄像
- 2003年：郭富城《水手裝與機關槍》
- 2016年：Supper Moment《啱數》

## 廣告
- 2015年：Clearblue「驗孕寶」電子驗孕棒/「易孕寶」電子排卵測試棒
- 2017年：渣打銀行優先理財[19][20]
- 2023年：智敏捷

## 外部連結
- 黃文慧在香港影庫上的簡介
- 黃文慧在互联网电影资料库（IMDb）上的資料（英文）